# Лојтенбах (Виртемберг)
Лојтенбах (њем. Leutenbach) општина је у њемачкој савезној држави Баден-Виртемберг. Једно је од 31 општинског средишта округа Ремс-Мур. Према процјени из 2010. у општини је живјело 10.834 становника. Посједује регионалну шифру (AGS) 8119042.

## Географски и демографски подаци
Лојтенбах се налази у савезној држави Баден-Виртемберг у округу Ремс-Мур. Општина се налази на надморској висини од 277 метара. Површина општине износи 14,7 km². У самом мјесту је, према процјени из 2010. године, живјело 10.834 становника. Просјечна густина становништва износи 736 становника/km².

## Међународна сарадња
| Мјесто     | Држава   | Врста сарадње | Од    |
| ---------- | -------- | ------------- | ----- |
| Дунабогдањ | Мађарска | партнерство   | 1990. |
| Извор      |          |               |       |